# Джин Шагін
Джин Шагін (англ. Jeanne Shaheen; нар. 28 січня 1947, Сент-Чарлз, Міссурі) — американська політична діячка, демократ. Вона була губернатором штату Нью-Гемпшир у 1997—2003 роках. Шагін є сенатором від Нью-Гемпширу з 6 січня 2009 року. Віцеголова Групи підтримки України в Сенаті США. Перша жінка в історії США, яка була обрана на пости губернатора штату і сенатора США.

## Біографія
У 1967 році вона отримала ступінь бакалавра в Університеті Шіппенсбургу, а у 1973 — магістра політології в Університеті Міссісіпі. Член Сенату Нью-Гемпширу з 1992 по 1996 рік, у квітні 2005 року була призначена директором Інституту політології Гарвардського університету.
У січні 2022 проголосувала проти проєкту санкцій для Північного потоку-2 як засобу запобігання російському вторгненню в Україну.
Співавтор законопроєкту про "ленд-ліз" для України, який разом з колегами з обох партій подала до Сенату в січні 2022 року і який був ухвалений згодом.